# Eryngium palmatum
Eryngium palmatum là một loài thực vật có hoa trong họ Hoa tán. Loài này được Pancic & Vis. mô tả khoa học đầu tiên năm 1870.

## Hình ảnh

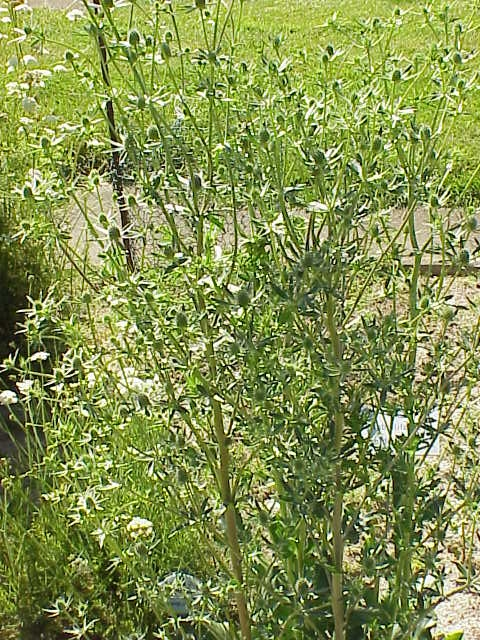